# 前田長敦
前田 長敦（まえだ ながとし、享保11年（1726年） - 安永5年3月11日（1776年4月28日））は、江戸時代の高家旗本。前田長泰の長男。通称は元吉、靭負。官位は従四位下侍従・伊豆守
元文4年（1739年）11月7日、将軍徳川吉宗に御目見した。寛延3年（1750年）12月14日に高家見習に召し出され、同年12月18日に従五位下侍従・伊豆守に叙任する。後に従四位下に昇進する。宝暦元年（1751年）2月13日、高家職に就く。宝暦13年（1763年）10月3日、父長泰の死去により家督を相続する。安永元年（1772年）10月28日、高家肝煎となる。安永5年（1776年）3月11日死去、51歳。
正妻は富山藩主前田利隆の娘。後妻は大聖寺藩主前田利章の娘。長男長禧、三男氏長（高家旗本品川氏如の養子）ら7男あり。その他に養女も1人いる。